# Hitchcock County
Hitchcock County is een county in de Amerikaanse staat Nebraska.
De county heeft een landoppervlakte van 1.839 km² en telt 3.111 inwoners (volkstelling 2000). De hoofdplaats is Trenton.

## Bevolkingsontwikkeling

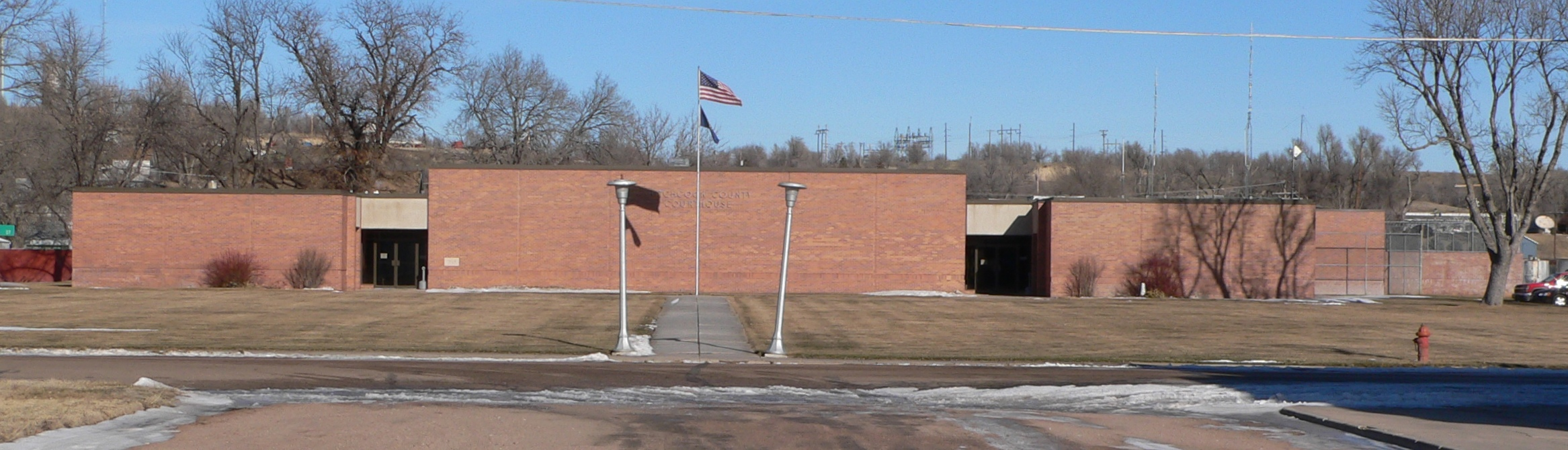
Hitchcock County Courthouse